# Can Bellsolell de la Torre
Can Bellsolell de la Torre és una casa a tocar del nucli d'Arenys de Munt, declarada bé cultural d'interès nacional.

## Descripció
És una casal de planta irregular, de planta baixa i dos pisos, amb una torre de defensa al costat, de planta baixa, tres pisos i golfes. El cos principal té la teulada a doble vessant, mentre que la torre té la coberta plana.
El portal principal és d'arc de mig punt adovellat, del segle xiv. Hi ha una finestra del segle xvii que ha estat restaurada amb motllures del xviii. També onserva un finestral gòtic d'arc geminat amb decoració calada i uns bustos esculpits als extrems de les impostes. A la façana nord-oest hi ha un relleu amb l'escut de la família. El cos lateral esquerre presenta una galeria d'arcs de mig punt. El celler està cobert amb arcs rebaixats.
La torre de defensa és rectangular, coronada amb merlets esglaonats que foren refets a finals del segle xix. A la llinda recta d'una de les finestres hi ha gravada la data de 1652. Als baixos hi ha una capella que conserva un retaule renaixentista dedicat a sant Antoni Abat (patró de la capella). La porta motllurada que hi dona pas és del és del segle xvii. A l'interior, les finestres presenten festejadors. El parament s'ha pintat simulant grans carreus.
A l'interior de la casa hi ha un armari de fusta treballada on es conserva l'arxiu de la família Bellsolell, que conté les memòries de cinc generacions d'hereus, que abasta des del 1666 fins al 1838, i que és un valuós testimoni de la vida quotidiana de la masia i de tot el poble d'Arenys de Munt. Consta de dues parts, la superior està plena de calaixos i es pot tancar amb dues portes, i la inferior té tres portes. La part superior està rematada per un frontó mixtilini i al seu interior hi ha una inscripció on s'indica que l'any 1773 Anton Bellsolell va organitzar la documentació de la família i la hi va guardar per a salvaguardar-la del temps. Es conserven també les memòries de Francesc Bellsolell de la Torre i Padró, que regentà la casa a la primera meitat del segle xviii i on es relaten els anys finals de la Guerra de Successió Espanyola.

## Història
Can Bellsolell està situat al rial Bellsolell fora del nucli urbà. Va ser construïda als segles xv-xvi. Les primeres notícies dels Bellsolell daten del segle x, quan eren família del Sant Ofici.
La finca havia estat una gran propietat que arribava fins a la platja. A la banda nord havia existit un molí del que tan sols es conserven tres rodes de moldre de granit i el record de l'emplaçament de la bassa principal. En el lloc d'aquesta es construí un safareig.
Durant la Tercera Guerra Carlina, l'església d'Arenys de Munt esdevingué el quarter de les forces governamentals i la capella de la casa es va convertir en la parròquia del poble, celebrant-s'hi tota mena de cerimònies. Als primers dies de la guerra va patir la profanació de l'exèrcit, però (encara que bastant deteriorats) es varen salvar l'altar i el retaule.